# 19251 Totziens
19251 Totziens este o planetă minoră (asteroid), cu un diametru de 5,1 km, din centura de asteroizi. A fost descoperită pe 3 septembrie 1994 la Observatorium Zimmerwald⁠(d) de Paul Wild. 
Obiectul prezintă o orbită caracterizată de o semiaxă mare de 2,6287686 UAi, o excentricitate de 0,287139, o înclinație de 16,39131 ° în raport cu ecliptica.